# Acanthicus adonis
Espèce
Acanthicus adonis est une espèce de poisson-chat de la famille des Loricariidae. Il peut mesurer jusqu'à un mètre à l'âge adulte, ce qui, contrairement à d'autres poissons de cette famille, n'en fait pas un poisson-chat acceptable en aquarium. Il vit uniquement au Brésil dans le bassin du rio Tocantins.